# Leichtathletik-Länderkampf der Männer 1939 Deutschland – Frankreich
| 2. Leichtathletik-Länderkampf mit deutscher Beteiligung 1939 | 2. Leichtathletik-Länderkampf mit deutscher Beteiligung 1939 |               |
| ------------------------------------------------------------ | ------------------------------------------------------------ | ------------- |
|                                                              |                                                              |               |
| Ländervergleich der Männer: Deutschland – Frankreich         |                                                              |               |
| Austragungsort                                               | München                                                      |               |
| Wettbewerbe                                                  | 15                                                           |               |
| Datum                                                        | 2. Juli 1939                                                 |               |
| 1. GER 2. FRA                                                | 106 Punkte 045 Punkte                                        |               |
| Chronik                                                      |                                                              |               |
| ← SWE-GER Geher (M)                                          | LUX-GER (M) →                                                | LUX-GER (M) → |

Im zweiten Vergleich des Länderkampfjahres 1939 stand trotz der kritischen politischen Lage in Europa verbunden mit einer drohenden Kriegsgefahr der traditionelle Vergleich mit Frankreich an. Ausgetragen wurde die Begegnung nun schon zum dreizehnten Mal. Gastgeber war in dieser Saison am 2. Juli die Stadt München. Allerdings war diese Länderkampfserie wegen der nachfolgenden Kriegsereignisse hier vorerst beendet. Das nächste Aufeinandertreffen mit Frankreichs Leichtathleten gab es erst wieder 1954.
Parallel zu diesem Wettkampf wurden am selben Tag zwei weitere Begegnungen veranstaltet, sodass die deutsche Männermannschaft wieder einmal drei unterschiedliche Teams zusammenstellen musste.

## Wettbewerbe und Modus
Der Länderkampf wurde wie in den früheren Begegnungen mit dem nicht ganz kompletten Programm durchgeführt. So gab es keine Rennen über 10.000 Meter und 400 Meter Hürden. Außerdem wurden der Dreisprung und der Hammerwurf nicht ausgetragen. Gewertet wurde hier nach dem später üblichen System. Einzeldisziplinen: Pl. 1: 5 P, Pl. 2: 3 P, …, Pl. 4: 1 P / Staffel: Pl. 1: 3 P, Pl. 2: 1 P.

## Ergebnis
Einzig den 110-Meter-Hürdenlauf konnten Frankreichs Leichtathleten für sich entscheiden. Es gab deutsche Doppelsiege in allen anderen Einzeldisziplinen Siege in beiden Staffeln, sodass Deutschlands Sportler wie in allen bisherigen Vergleichen mit Frankreich sehr deutlich vorne lagen, diesmal sogar mit 106 zu 45 Punkten.

## Resultate

### 100 m
| Platz | Athlet           | Land | Zeit (s) |
| ----- | ---------------- | ---- | -------- |
| 1     | Karl Neckermann  | GER  | 10,6     |
| 2     | Gerd Hornberger  | GER  | 10,7     |
| 3     | René Valmy       | FRA  | 10,8     |
| 4     | Victor Goldowsky | FRA  | 10,9     |

### 200 m
| Platz | Athlet             | Land | Zeit (s) |
| ----- | ------------------ | ---- | -------- |
| 1     | Jakob Scheuring    | GER  | 21,1     |
| 2     | Karl Neckermann    | GER  | 21,3     |
| 3     | Albert Bucourt     | FRA  | 21,8     |
| 4     | Christian Dolleans | FRA  | 22,0     |

### 400 m
| Platz | Athlet            | Land | Zeit (s) |
| ----- | ----------------- | ---- | -------- |
| 1     | Hans Helm         | GER  | 49,0     |
| 2     | Helmut Hamann     | GER  | 49,1     |
| 3     | Raymond Marcillac | FRA  | 49,5     |
| 4     | Prudent Joye      | FRA  | 49,7     |

### 800 m
| Platz | Athlet          | Land | Zeit (min) |
| ----- | --------------- | ---- | ---------- |
| 1     | Rudolf Harbig   | GER  | 1:50,5     |
| 2     | Jacques Lévèque | FRA  | 1:52,3     |
| 3     | Dieter Giesen   | GER  | 1:52,8     |
| 4     | Robert Goix     | FRA  | 1:57,2     |

### 1500 m
| Platz | Athlet           | Land | Zeit (min) |
| ----- | ---------------- | ---- | ---------- |
| 1     | Ludwig Kaindl    | GER  | 3:57,8     |
| 2     | Franz Eichberger | GER  | 3:58,0     |
| 3     | Paul Messner     | FRA  | 3:58,8     |
| 4     | Marcel Hansenne  | FRA  | 4:01,4     |

### 5000 m
| Platz | Athlet           | Land | Zeit (min) |
| ----- | ---------------- | ---- | ---------- |
| 1     | Hermann Eberlein | GER  | 14:52,0    |
| 2     | Ernst Eberhardt  | GER  | 14:53,6    |
| 3     | Jean Lalanne     | FRA  | 15:10,4    |
| 4     | Mohamed El Ghazy | FRA  | 15:16,0    |

### 110 m Hürden
| Platz | Athlet                | Land | Zeit (s) |
| ----- | --------------------- | ---- | -------- |
| 1     | Jean-François Brisson | FRA  | 14,9     |
| 2     | Erwin Wegner          | GER  | 15,1     |
| 3     | Willi Pollmanns       | GER  | 15,2     |
| 4     | Paul Mathiotte        | FRA  | 15,4     |

### 4 × 100 m Staffel
| Platz | Besetzung       | Land                                                          | Zeit (s) |
| ----- | --------------- | ------------------------------------------------------------- | -------- |
| 1     | Deutsches Reich | Manfred Kersch Gerd Hornberger Karl Neckermann Günter Köster  | 41,5     |
| 2     | Frankreich      | Victor Goldowsky Albert Bucourt René Valmy Christian Dolleans | 42,5     |

### 4 × 400 m Staffel
| Platz | Besetzung       | Land                                                              | Zeit (min) |
| ----- | --------------- | ----------------------------------------------------------------- | ---------- |
| 1     | Deutsches Reich | Friedrich-Wilhelm Hölling Hans Helm Jakob Scheuring Rudolf Harbig | 3:15,0     |
| 2     | Frankreich      | Prudent Joye Raymond Marcillac Jean Cerruti Paul Peyre            | 3:19,8     |

### Hochsprung
| Platz | Athlet          | Land | Höhe (m) |
| ----- | --------------- | ---- | -------- |
| 1     | Gustav Weinkötz | GER  | 1,93     |
| 2     | Günther Gehmert | GER  | 1,90     |
| 3     | André Manent    | FRA  | 1,80     |
| 4     | Jacques Mantran | FRA  | 1,80     |

### Stabhochsprung
| Platz | Athlet            | Land | Höhe (m) |
| ----- | ----------------- | ---- | -------- |
| 1     | Karl Sutter       | GER  | 3,90     |
| 2     | Josef Haunzwickel | GER  | 3,90     |
| 3     | Pierre Ramadier   | FRA  | 3,80     |
| 4     | Robert Vintousky  | FRA  | 3,80     |

### Weitsprung
| Platz | Athlet          | Land | Weite (m) |
| ----- | --------------- | ---- | --------- |
| 1     | Luz Long        | GER  | 7,28      |
| 2     | Hans Gottschalk | GER  | 6,96      |
| 3     | Jean Balezo     | FRA  | 6,92      |
| 4     | Jean Baudry     | FRA  | 6,81      |

### Kugelstoßen
| Platz | Athlet          | Land | Weite (m) |
| ----- | --------------- | ---- | --------- |
| 1     | Gerhard Stöck   | GER  | 16,14     |
| 2     | Heinrich Trippe | GER  | 16,12     |
| 3     | Jules Noël      | FRA  | 13,75     |
| 4     | Pierre Dubroca  | FRA  | 13,18     |

Datum: 25. Juni

### Diskuswurf
| Platz | Athlet          | Land | Weite (m) |
| ----- | --------------- | ---- | --------- |
| 1     | Heinrich Trippe | GER  | 47,12     |
| 2     | Ernst Lampert   | GER  | 46,74     |
| 3     | Paul Winter     | FRA  | 46,31     |
| 4     | Jules Noël      | FRA  | 45,86     |

### Speerwurf
| Platz | Athlet           | Land | Weite (m) |
| ----- | ---------------- | ---- | --------- |
| 1     | Ferdinand Busse  | GER  | 68,64     |
| 2     | Friedrich Gerdes | GER  | 62,98     |
| 3     | Roger Frinot     | FRA  | 60,45     |
| 4     | Louis Ducher     | FRA  | 57,88     |

Datum: 25. Juni

## Weblink
- Leichtathletik, Einen Dreifrontenkampf. In: Revalsche Zeitung vom 3. Juli 1939, Nr. 146, abgerufen am 2. Juni 2024